# Mouhamadou Seye
Mouhamadou Seye (Dakar, 1988. október 10. –) szenegáli születésű szlovák labdarúgó, csatár.

## Fordítás
Ez a szócikk részben vagy egészben  a   Mouhamadou Seye című angol Wikipédia-szócikk fordításán alapul.  Az eredeti cikk szerkesztőit annak laptörténete sorolja fel. Ez a jelzés csupán a megfogalmazás eredetét és a szerzői jogokat jelzi, nem szolgál a cikkben szereplő információk forrásmegjelöléseként.